# Eichstruth
Eichstruth è un comune di 87 abitanti della Turingia, in Germania.
Appartiene al circondario (Landkreis) dell'Eichsfeld (targa EIC) ed è parte della comunità amministrativa (Verwaltungsgemeinschaft) di Uder.